# عليك مني سلام
عليك مني سلام هي أنشودة وطنية من بين الأناشيد الوطنية الجزائرية · .

## القصيدة
هذه الأنشودة الوطنية ألفها حليم دموس ولحنها عبد الرحمان عزيز · .
وتُعتبر هذه الأنشودة من أشهر النصوص الثورية التي خلدت ثورة تحرير الجزائر · .
وتتكون قصيدتها من أربعة أبيات شعرية مقروضة وفق عروض بحر البسيط
وقد تم الأداء الفني لهذه الأبيات من طرف الفرقة الفنية لجبهة التحرير الوطني قبل استقلال الجزائر
وأداها جماعيا كل من فناني أوركسترا الإذاعة الجزائرية ، وأوركسترا التلفزيون الجزائري، وكذلك أوركسترا أوبرا الجزائر · .

## نص النشيد
ــــــــــــــــــــــــــــــــــــــــــــــــــــــــــــــــــــــــــــــ
عـَلـَيـْكِ مِنـِّي ســَـلاَمْ    .....    يـَـا أَرْضَ أَجــــْــدَادِي
فـَــفِيكِ طـَابَ الْمُقـَـامْ    .....    وَطــَـابَ إِنـْـشــــَــادِي
ــــــــــــــــــــــــــــــــــــــــــــــــــــــــــــــــــــــــــــــ
أَحْبـَبـْتُ فِـيـكِ السَّهَرْ ..... وَبَهـْجـَةَ النـــــَّـــــادِي
أَحْـبَـبْـتُ ضَوْءَ الْقَمَرْ ..... وَالْـكَـوْكَـبَ الْهــــَــادِي
ــــــــــــــــــــــــــــــــــــــــــــــــــــــــــــــــــــــــــــــ
وَاللَّـيْـلَ لَـمَّـا اعْـتَكَـرْ ..... وَالـنَّـهـْـرَ وَالــْـــوَادِي
وَالْفَـجـْـرَ لَـمَّا انْتَشَـرْ ..... فِي أَرْضِ أَجـــْـــدَادِي
ــــــــــــــــــــــــــــــــــــــــــــــــــــــــــــــــــــــــــــــ
أَهـْـوَى عُيُونَ الْعَسَلْ ..... أَهـْـوَى سـَـوَاقـِـيــــهَا
أَهــْـوَى ثُـلُوجَ الْجَبَلْ ..... ذَابـَـتْ لآلــِــيـــــــــهَا
ــــــــــــــــــــــــــــــــــــــــــــــــــــــــــــــــــــــــــــــ
هـَـذِي مَـجَارِي الأَمَلْ ..... سُبْـحــَــانَ مـُـجـْـرِيهَا
سـَـالَـتْ كـَـدَمْعِ الْمُقَلْ ..... فـِي أَرْضِ أَجــْــدَادِي
ــــــــــــــــــــــــــــــــــــــــــــــــــــــــــــــــــــــــــــــ
يـَـا قـَـوْمُ هـَذَا الْوَطَنْ ..... نَـفْـسِي تــُـنـَـاجـِـيـــــهِ
فَـعـَالِـجـُوا فِي الْمِحَنْ ..... جـِــرَاحَ أَهــْـلـِـيــــــهِ
ــــــــــــــــــــــــــــــــــــــــــــــــــــــــــــــــــــــــــــــ
إِنْ تـَـهـْـجـُـرُوهُ فَمَنْ ..... فِـي الْخـَـطْـبِ يَـحْـمِيهِ
يـَا مَا أَحـْـلَى السَّكَنْ ..... فِـي أَرْضِ أَجـــْــدَادِي
ــــــــــــــــــــــــــــــــــــــــــــــــــــــــــــــــــــــــــــــ
عـَلـَيـْكِ مِنـِّي ســَـلاَمْ    .....    يـَـا أَرْضَ أَجــــْــدَادِي
فـَــفِيكِ طـَابَ الْمُقـَـامْ    .....    وَطــَـابَ إِنـْـشــــَــادِي
ــــــــــــــــــــــــــــــــــــــــــــــــــــــــــــــــــــــــــــــ

## وصلات خارجية

### فيديوهات
- أنشودة: عليك مني سلام يا أرض أجدادي على يوتيوب
- أنشودة: عليك مني سلام يا أرض أجدادي على يوتيوب
- أنشودة: عليك مني سلام يا أرض أجدادي على يوتيوب
- أنشودة: عليك مني سلام يا أرض أجدادي على يوتيوب
- موسيقى أنشودة: عليك مني سلام يا أرض أجدادي على يوتيوب